# ميثوكزالين
ميثوكزالين (يدعى أيضاً زانثوتوكسين, و يسوق بأسماء تجارية Oxsoralen, Deltasoralen, Meladinine), هو دواء يستخدم لعلاج الصدفية, و الإكزيمة, و البهاق, و بعض اللمفومات الجلدية بالتزامن مع تعرض الجلد للأشعة فوق البنفسجية A من المصباح أو ضوء الشمس. يُعدّل الميثوكزالين طريقة خلايا الجلد في تلقي الأشعة فوق البنفسجية A, التي يُزعم أنّها المسؤولة عن المرض. تأتي الجرعة على شكل مضغوطات بعيار 10 مغ، تؤخذ بكمية 30 مغ قبل العلاج الضوئي بالسورالين والأشعة فوق البنفسجية A ب 75 دقيقة. كيميائياً, ينتمي الميثوكزالين إلى صنف من الجزيئات العضوية الطبيعية تعرف بمركبات الفورانوكومارين. التي تتألف من الكومارين المُحولَق مع الفوران.

## الوجود الطبيعي
يتم استخلاص الميثوكزالين من نبات آمي ماغوس Ammi majus الذي ينتمي إلى فصيلة الخيميات. و توجد المادة أيضاً في أصناف أخرى من فصيلة الخيميات بالإضافة إلى فصيلة السذبيات, مثل زيت البرغموت الذي يستخدم في العديد من العطور والمداواة العطرية.

## التخليق البيولوجي
إن سبيل التخليق البيولوجي مُركّب من سبيل شيكيمات، الذي ينتج الأومبيليفيرون (مادة لامتصاص الأشعة فوق البنفسجية), و سبيل الميفالونات.

### تخليق الأومبيليفيرون

Umbelliferone

الأومبيليفيرون هو فينيل بروبانويد يتم تخليقه من L-فينيل آلانين، الذي يتم إنتاجه تباعاً بواسطة سبيل الشيكيمات. يشكل الفينيل آلانين حلالة في حمض السيناميك، يتبع ذلك عملية هدركسلة بواسطة إنزيم سينامات 4-هيدروكسيلاز لإنتاج 4-حمض الكوماريك. يتم هدركسلة 4-حمض الكوماريك من جديد بواسطة إنزيم سينامات\كومارات 2-هيدروكسيلاز لإنتاج 2,4-ثنائي هيدروكسي-حمض السيناميك (حمض الأومبيليك) يتبع ذلك دوران الرابطة غير المشبعة المجاورة لمجموعة الكربوكسيل. أخيراً, تنغلق الحلقة عبر هجوم داخل جزيئي من قبل مجموعة الهيدروكسيل المرتبطة بالكربون C2 على مجموعة الكربوكسيل الحمضية ويتشكل اللاكتون (الأومبيليفيرون).

### تخليق الميثوكزالين

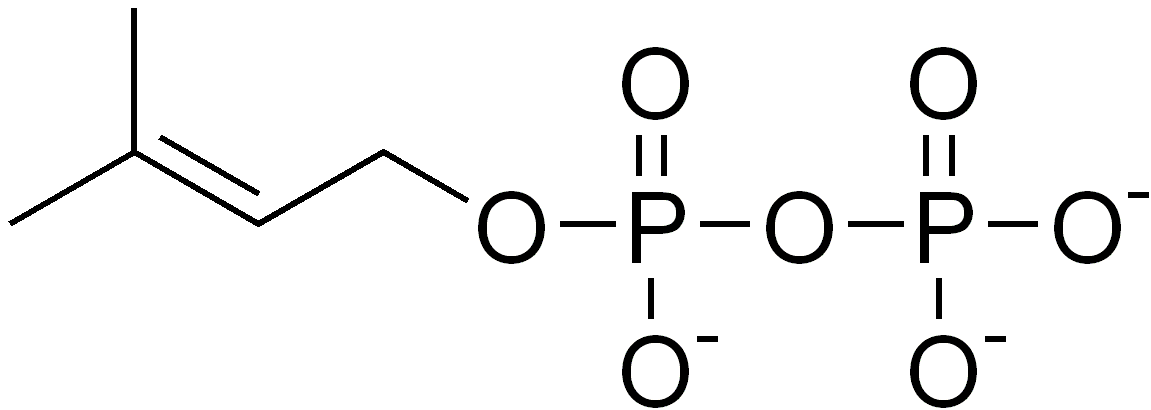
Dimethylallyl pyrophosphate

يستمر بعد ذلك التخليق البيولوجي بتفعيل ثنائي ميثيل آليل البيروفسفات (DMAPP), الناتج بواسطة سبيل الميفالونات، لتشكيل الكاربو-كاتيون عبر تشطُّر ثنائي الفسفات. يقوم إنزيم الأومبيليفيرون 6- ناقلة البرينيل (حالما يتفعل) بتحفيز عملية الألكلة - C بين ثنائي ميثيل آليل البيروفسفات والأومبيليفيرون في الموقع المفعّل من المستقيم إلى الفينول، منتجاً ثنائي ميثيل السوبيروزين. يُتبع هذا بتحفيز الهدركسلة بواسطة إنزيم مارمسين سينثاز لإنتاج المارمسين. و يتم تحفيز هدركسلة أخرى بواسطة سورالين سينثاز لإنتاج السورالين. تقوم عملية هدركسلة ثالثة بواسطة إنزيم سورالين 8-أحادي أوكسيجيناز بإنتاج زانثوتوكسول، وتُتبع بعملية مثيلة بواسطة إنزيم زانثوتوكسول O-ناقلة الميثيل و S-أدينوزيل ميثيونين لإنتاج الميثوكزالين.

## الاستطباب
معالجة الصدفية الشديد المعند غير المستجيب للأشكال الأخرى من العلاج بالمشاركة مع الأشعة فوق البنفسجية طويلة الموجة (المعالجة الضوئية الكيميائية PUVA).

## مضادات الاستطباب
- التحسس الذاتي تجاه مركبات السورالين.
- وجود سيرة مرضية لحالات الحساسية الضوئية أو الإصابة بالأمراض المترافقة بالحساسية الضوئية مثل الذئبة الحمامية و البرفيرية (الجلدية المتأخرة، الأولية, المبرقشة).
- الإصابة بالورم الميلانيني أو وجود سيرة مرضية للورم الميلانيني.
- سرطانة الخلايا التوسفية الغازية.
- اللابلورية (غياب الجسم البلوري).

## الآثار الجانبية
- الاستعمال الفموي: الغثيان, الأرق, العصبية، التثبيط العقلي.
- تسبب المعالجة الكيميائية الضوئية: حكة حمامية خفيفة مؤقتة، وذمة, دوخة، صداع, تحوصل، تشكل فقاعات، انفكاك ظفري، اندفاعات شبيهة بالعد، ألم جلدي شديد، شيخوخة مبكرة للبشرة وضمور الجلد، حروق شديدة عند فرط التعرض لضوء الشمس أو الأشعة فوق البنفسجية A.
- الاستعمال الموضعي: حروق شديدة في المنطقة المعالجة ناجمة عن التعرض للأشعة فوق البنفسجية A أو أشعة الشمس.
- تم تصنيف الميثوكزالين كمسرطن من مجموعة 1 IARC لكنه مسرطن فقط عندما يشارك مع الأشعة فوق البنفسجية A.

## تحذيرات
الاستعمال الفموي:
- مرضى ارتفاع ضغط الدم أو المصابون بمشاكل كبدية، لديهم خطورة الإصابة بالتهاب أو ضرر متعذر العلاج لكل من الكبد والجلد.
- الأطفال دون عمر 12 سنة.
- الحمل والإرضاع.
- تجنب المشاركة مع أي دواء آخر يسبب حساسية ضوئية.
- يُنصح بضرورة حجب الأعضاء التناسلية الذكرية خلال المعالجة الضوئية الكيميائية باستثناء الحالات التي تتطلب معالجة نوعية.
- تجنب أخذ حمامات شمسية خلال 24 ساعة السابقة وال 48 ساعة التالية للمعالجة الضوئية الكيميائية.
- تجنب التعرض لضوء الشمس (حتى عبر الزجاج أو الغيوم) لمدة 8 ساعات على الأقل بعد تناول الدواء.
- ارتداء نظارات شمسية ممتصة للأشعة فوق البنفسجية A ذات جوانب مغطاة.
- إجراء فحص للعيون واختبارات للوظيفة الكبدية وقياس عيار أضداد النوى قبل المعالجة وبعدها على فترات.
- تحري علامات الآفات الجلدية الخبيثة وما قبل الخبيثة بصورة منتظمة.

الاستعمال الموضعي:
- الحمل والإرضاع.
- حماية المنطقة المعالجة من التعرض لضوء الشمس لمدة لا تقل عن 12-48 ساعة.
- يطبق فقط على الآفات المطلوب معالجتها.
- من الممكن تمديد المستحضر قبل تطبيق 0.01% لتخفيف الآثار الجانبية.

## جوانب ثقافية
استخدم المؤلف John Howard Griffin المواد الكيميائية لجعل جلده قاتماً لكي يحقق في التفرقة العنصرية في جنوبي أمريكا. و كتب كتابه غير الخيالي أسود مثلي (Black like me) حول خبراته.
تحتوي بعض العطور\الكولونيا على زيت البرغموت كأحد المكونات (من أجل الرائحة). لُوحِظ عند الأشخاص الذين يطبقون هذه المستحضرات على الجلد المتعرض للأشعة فوق البنفسجية، أن جلدهم يتحول إلى السمرة في تلك المناطق (بسبب تأثيرات السمية الضوئية للميثوكزالين الموجود في زيت البرغموت ). تم إزالة الميثوكزالين من معظم العطور الحديثة المحتوية على زيت البرغموت.

## وصلات خارجية
- موسوعة العلوم العربية